# Parablennius laticlavius
Parablennius laticlavius är en fiskart som först beskrevs av Griffin 1926.  Parablennius laticlavius ingår i släktet Parablennius och familjen Blenniidae. Inga underarter finns listade i Catalogue of Life.